# ОТ-34
ОТ-34 — советский средний огнемётный танк Великой Отечественной войны.

## История создания

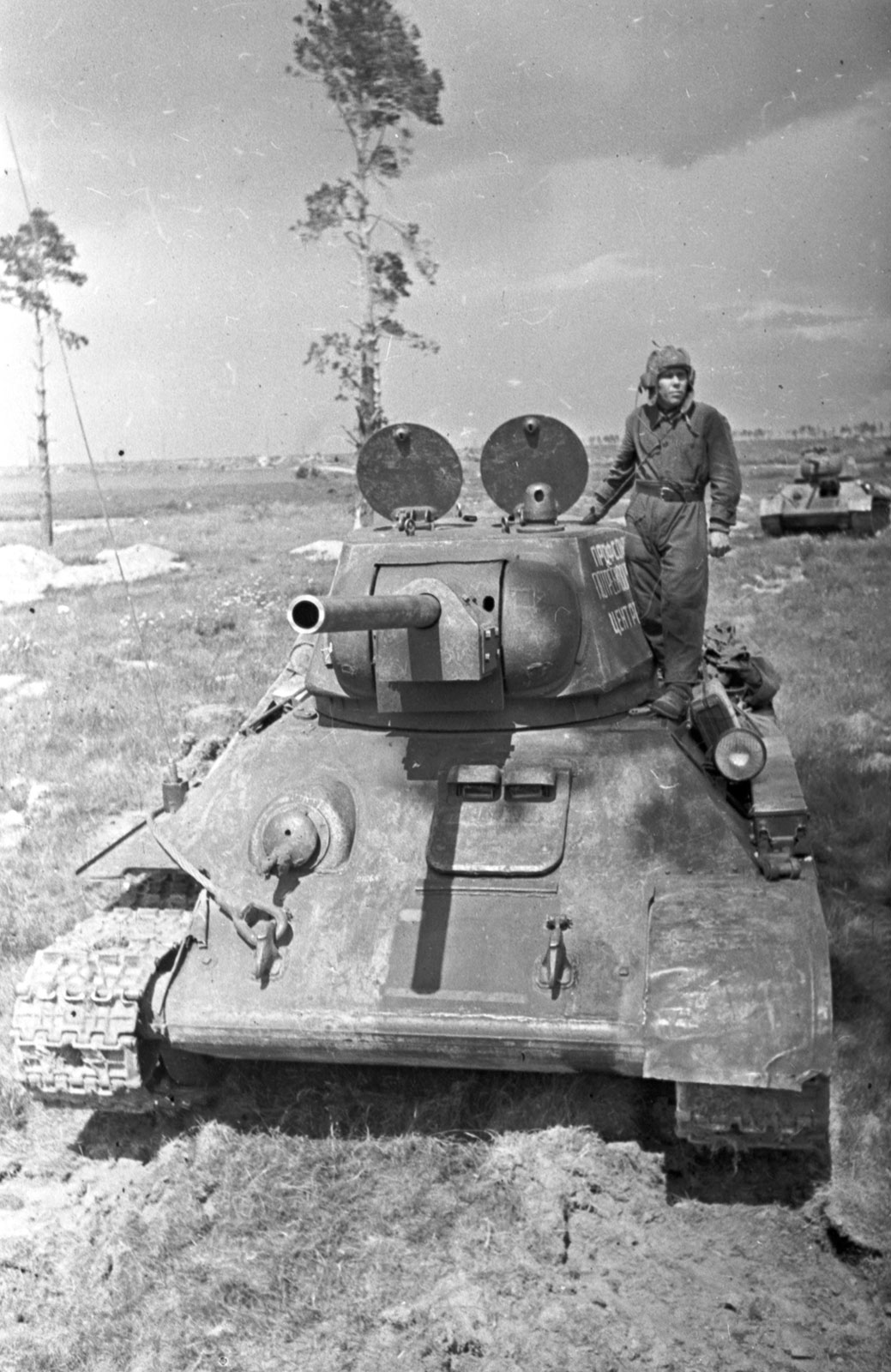
Танки ТО-34 колонны «Профсоюз потребкооперации центра» из состава 31-й гв. огнеметной танковой бригады. Июнь 1943 г.

ОТ-34 (ТО-34) — был создан на базе Т-34. В отличие от линейного танка, был вооружён автоматическим пороховым поршневым огнемётом АТО-41 конструкции И. А. Аристова, расположенным на месте курсового пулемёта, что, например, по сравнению с решением для КВ-8, позволило сохранить 76-мм пушку. Экипаж ОТ-34 был сокращён до трёх человек, за счёт стрелка-радиста. ОТ-34 был разработан в 1941 году, а его серийное производство началось в 1942 году и продолжалось до 1944 года. Всего было выпущено 1170 экземпляров ОТ-34, не считая ОТ-34-85, или около 3,3 % от общего числа выпущенных Т-34-76, таким образом ОТ-34 стал наиболее массовым огнеметным танком Второй мировой войны.
В 1942 году была разработана новая модель огнемёта АТО-42 с улучшенными характеристиками и с 1943 года ОТ-34 оснащался огнемётом АТО-42.
С 1944 года начался выпуск огнемётных танков на базе Т-34-85. ОТ-34-85 (ТО-34-85) так же были вооружены огнемётом АТО-42, установленным вместо курсового пулемёта.
До создания ОТ-34 в качестве огнемётных использовались танки Т-26 (ОТ-26, ОТ-130, ОТ-133), но слабое бронирование делало их уязвимыми на поле боя.

## Особенности конструкции
В отличие от большинства огнемётных танков, где огнемёт устанавливался вместо орудия главного калибра, ОТ-34 и ОТ-34-85 сохранили главный калибр — огнемёт был установлен на место курсового пулемёта. В результате этого ОТ-34 внешне не отличался от обычного линейного танка Т-34, что позволяло сблизиться с живой силой противника до дальности огнеметания, не будучи узнанным.
Кроме того, сохранение главного калибра позволяло ОТ-34 вести равный бой с обычными танками своего класса, тогда как большинство огнемётных танков других моделей были совершенно беззащитны перед танками со стандартным вооружением.
Дальность поражения огнемёта составляла 60-70 м, а при использовании спецсмеси достигала 100—130 м.

## Организация
Огнемётные танки КВ-8 и ОТ-34 входили в отдельные батальоны огнемётных танков. Летом 1942 года было сформировано пять отдельных огнемётно-танковых батальонов (ООТБ), а затем осенью ещё одиннадцать. Отдельный батальон огнемётных танков по штату вначале включал в себя две роты КВ-8 (10 танков) и одну роту ОТ-34 (9 ОТ-34, 1 Т-34 и 1 Т-34 в управлении батальона). С 1943 года практически только две роты ОТ-34/ОТ-34-85 и одна Т-34/Т-34-85. Кроме того, в качестве средства усиления сформировали 235-ю отдельную огнемётно-танковую бригаду РВГК {оотбр) трехбатальонного состава — единственную огнемётную танковую бригаду РККА в Великой Отечественной войне, которая имела 59 танков, в том числе 36 огнемётных КВ-8.

## Боевое применение
Огнемётные танковые батальоны и полки использовали в основном при атаке укрепленных полос и населенных пунктов для поражения живой силы противника и уничтожения его огневых средств в укрытиях и укрепленных сооружениях, при этом они придавались стрелковым частям. В.И. Чуйков приводит пример действий огнеметного танка в городе при обороне Сталинграда осенью 1942 года: «Вытащили с поля боя три подбитых танка: один огнемётный и два средних. Их отремонтировали, и я решил ошеломить противника, с утра 29 октября пустить в контратаку три танка и 50 стрелков. Направление контратаки — стык между дивизиями Смехотворова и Гурьева по Самаркандской улице, где противник почти вплотную подобрался к Волге. Контратака началась рано утром, перед рассветом. Ее поддерживала артиллерия с левого берега и полк «катюш» полковника Ерохина. Захватить большое пространство не удалось, однако результаты получились внушительные: огнемётный танк сжег три вражеских танка, два средних — подавили противника в двух траншеях, где тотчас же закрепились наши стрелки».
В ходе контрнаступления под Сталинградом в конце 1942 года отличились 235-я отдельная огнемётно-танковая бригада и 512-й отдельный огнемётно-танковый батальон. 235-я огнемётная танковая бригада, сформированная летом 1942 года в Люблино под Москвой, в сентябре 1942 года направлена на Сталинградский фронт, где её батальоны участвовали в боях на территории завода «Красный Октябрь», в боях по уничтожению 6-й армии Паулюса. 12 декабря 1942 года командование Сталинградского фронта направило 235-ю огнемётно-танковую бригаду и 87-ю стрелковую дивизию в помощь 51-й армии под Котельниково для отражения наступления группировок Манштейна и Гота. В ходе Котельниковской операции 14 декабря 1942 года в районе Верхне-Кумского 235-я огнемётно-танковая бригада вместе с 234-м танковым полком уничтожила около 50 танков противника, 30 орудий, другую технику, более 500 вражеских солдат и офицеров. Затем она участвовала в завершении Сталинградской операции. За мужество и отвагу, проявленные личным составом, бригада переименована в 31-ю гвардейскую отдельную огнемётно-танковую бригаду. После переформирования под Москвой и получения новой техники она участвовала в освобождении городов Изюм, Барвенково (почетные наименования «Барвенковские» получили тогда 31-я гвардейская отдельная огнемётно-танковая бригада и 517-й отдельный огнемётно-танковый батальон). Павлоград, Днепродзержинск, Запорожье.
В 1943 году в боях под Таганрогом и Мариуполем хорошо показал себя 516-й отдельный огнемётно-танковый батальон, а в боях за Евпаторию в апреле 1944 года — 512-й отдельный огнемётно-танковый батальон (среди прочих частей получил наименование «Евпаторийский»). А после освобождения Новгорода в январе 1944 года почетное наименование «Новгородский» получили 500-й, 501-й, 502-й и 503-й отдельные огнемётно-танковые батальоны.
Для уменьшения потерь среди экипажей огнемётных танков были разработаны специальные огнестойкие костюмы.

## Сохранившиеся экземпляры
Россия:
- Музей военной техники «Боевая слава Урала» г. Верхняя Пышма.
- Музей «Битва за Ленинград» г. Всеволожск[8]
- Военно-технической музей в г. Черноголовка[9]
- Государственный демонстрационно-выставочный центр, полигон «Старатель», город Нижний Тагил[10].

 Россия/ Украина:
- Город Симферополь, памятник (Танк-памятник освободителям Симферополя)[12]

## ОТ-34 в компьютерных играх
ОТ-34 можно увидеть в следующих играх:
- «Call of Duty World at War» — ОТ-34-85;
- «Call to Arms Gates of Hell Ostfront»;
- «Sudden Strike: The Last Stand»;
- В глобальном моде GZM для стратегии «Blitzkrieg»;
- «Блицкриг II»;
- в варгейме «Линия Фронта: Битва за Харьков» (мировое название: «Achtung Panzer: Kharkov 1943»);
- в игре Close Combat III: The Russian Front и её ремейке Close Combat: Cross of Iron;